# Shattered Union
Shattered Union (с англ. — «Разбитый союз») — пошаговая стратегия от разработчика PopTop Software, выпущенная в продажу компанией 2K Games в 2005 году.

## Игровой процесс
В игре есть три режима — кампания, одиночное сражение с компьютером и многопользовательский. Различий в игровом процессе между ними практически нет. Перед началом сражения игрок выбирает фракцию и закупает доступные ей отряды (максимальное число отрядов — 42). После этого они расставляются по доступным клеткам игрового поля. На территории карты, разделенной по системе шестиугольной сетки, есть несколько ключевых городов. Игрок, занявший город, получает определённое количество очков. Для того, чтобы победить, нужно либо уничтожить все отряды врага, либо набрать указанное в брифинге количество очков. Одно сражение ограничено 14 ходами. За один ход каждый отряд может один раз атаковать врага и переместиться на определённое количество клеток, зависящее от типа поверхности. Также есть шанс, что атакуемый отряд выстрелит в ответ во время хода противника. В ходе боя на произвольные клетки поля периодически сбрасывается российская помощь — укрытые брезентом ящики с неизвестным содержимым. При удачном исходе первый ступивший на эту клетку отряд либо находит лёгкую русскую технику, либо получает бонус к характеристикам; при неудачном — урон от заложенной в ящики мины.

### Отряды
Все отряды в игре поделены на 9 классов — пехота, артиллерия, лёгкая техника, средняя техника, тяжёлая техника, силы ПВО, вертолёты, самолёты и отряды одноразового использования (включают в себя различные неподвижные укрепления и слабое, но чрезвычайно дешёвое ополчение; названы одноразовыми, потому что в ходе кампании эти отряды используются только в одном сражении, после чего исчезают). Каждый класс имеет свои сильные и слабые стороны — например пехота беззащитна перед бомбардировщиками и артиллерией, но хорошо уничтожает лёгкую технику; истребители легко сбивают вертолёты и обладают хорошим радиусом обзора, но очень уязвимы перед силами ПВО. Как правило, у игрока есть выбор из нескольких отрядов одного класса, различающихся по стоимости и характеристикам. Набор отрядов различается в зависимости от выбранной стороны конфликта. Все американские фракции вооружены одинаково, но у каждой из них есть уникальный тяжёлый танк и улучшенные версии обычных отрядов. Армии ЕС и России используют оружие своего производства, но имеют гораздо меньший ассортимент техники. Также у армии России нет средней техники.

### Специальные способности и политическая репутация
В распоряжении игрока есть набор от трёх до пяти способностей, которые становятся доступны раз в несколько ходов. С их помощью он может наносить урон отрядам оппонента (например удар ракеты «Томагавк» или снижение боевого духа), дать бонус своим отрядам (например GPS-наведение) или вызвать подкрепление (например десант кибер-пехоты). Набор способностей зависит от уровня политической репутации и выбранной фракции. В одиночных сражениях и мультиплеере игрок сам устанавливает уровень репутации. В кампании она зависит от того, насколько игрок разрушает города и инфраструктуру. Низкая репутация открывает доступ к «грязным» бонусам (например отрядам камикадзе) и видам оружия, разрушающим всё подряд — атомной бомбе, напалмовой бомбардировке или артиллерийским ударам. Высокая репутация наоборот даёт доступ к «положительным» бонусам (например убеждение, переводящее вражеский отряд под контроль игрока) или высокоточному оружию, наносящему минимальный урон гражданским объектам — ракетам с лазерным наведением или электромагнитному удару, отключающему машины.

### Кампания
В начале кампании игрок выбирает на стратегической карте одну из семи фракций, обосновавшихся в континентальной части США. У каждой из них есть небольшая армия, одна или несколько провинций и сумма денег, позволяющая докупить несколько отрядов. Основная задача — завоевание всех 25 провинций. Провинции приносят доход и удешевляют один из родов войск; если они подвергаются сильным разрушениям, то доход падает, а бонусы исчезают. Фракции ходят поочерёдно, атакуя одну провинцию за ход (игровую неделю) и обороняясь от нападающих. После каждого хода игрок может ремонтировать повреждённые отряды и закупать новые на деньги, полученные с подконтрольных территорий. Если в ходе кампании один из отрядов уничтожает большое количество врагов, то он повышается в ранге — сначала до опытного, а потом до ветерана. Такие отряды более живучи и наносят больший урон, чем обычные.

### Сценарий
Режим сценария позволяет начать битву сразу на любой карте и его можно настраивать. Возможно установление количества денег у каждой стороны, выбор уровня сложности у компьютера (также с другим человеком на одном ПК), выбор репутации для каждой стороны (или же их отключение), назначение каждой стороны в качестве атакующей и защищающейся. В этом режиме можно поиграть за Российскую Федерацию.

## Сюжет
В 2008 году, после спорных выборов и ничьей в Коллегии выборщиков, Дэвид Джефферсон Адамс становится самым непопулярным президентом за всю историю США. Вскоре после избрания в стране начинаются беспорядки, восстания и террористические акты. Поскольку ситуация ухудшается с каждым днём, в 2011 году президент вводит военное положение на западном побережье и некоторых других территориях.
В сентябре 2012 года Верховный суд США выносит активно критикуемое в обществе решение, отстраняя от выборов несколько популярных кандидатов на пост президента. В ноябре того же года Адамс снова становится президентом, вызывая негодование народа. 20 января 2013 года, во время инаугурации Адамса в Вашингтоне, в городе взрывается атомная бомба малой мощности, уничтожая город и убивая президента вместе с большей частью Конгресса. Страна погружается в пучину хаоса.
28 января парламент Евросоюза созывает экстренную сессию и голосует за отправку миротворческих сил в округ Колумбия для защиты международных интересов. В стране зарождаются мощные сепаратистские движения. 15 апреля губернатор Калифорнии объявляет об отделении штата и близлежащих территорий от США. Через два дня, губернатор Техаса делает то же самое, формируя из близлежащих штатов Республику Техас. К 2014 году, страна окончательно разваливается на шесть враждующих друг с другом частей. Поскольку каждая из них хочет захватить всю территорию бывших США, начинается Вторая американская гражданская война.
В начале войны, войска Российской Федерации аннексируют Аляску, воспользовавшись прибытием миротворческих сил Евросоюза как прецедентом. Вторжением лично руководит президент Николай Владеков, бывший советский генерал, ведущий жёсткую политику. Он утверждает, что Аляска на самом деле никогда не являлась частью США и что Россия лишь забирает то, что принадлежит ей по праву. Владеков, пришедший к власти в результате интриг и нарушений на выборах, использует войну как средство укрепления своего контроля над страной. Таким образом он лишает своих политических оппонентов внутри страны возможности провести расследование, которое могло бы раскрыть его махинации. Через 10 недель, Интерпол публикует результаты расследования дела о ядерном взрыве в Вашингтоне. Оказывается, президент Владеков много лет занимался продажей оружия на чёрном рынке и тайно подстроил взрыв столицы США, чтобы позволить России вернуть своё военное превосходство и управление Европой. По всей России прокатывается волна протестов. Владеков вводит военное положение в Москве.
После объединения континентальных штатов под крылом одной фракции, Независимое Содружество Гавайи соглашается присоединиться к новому правительству. Владеков отказывается вернуть Аляску США, заставляя доминирующую фракцию начать вторжение в морозный штат, чтобы изгнать российские силы из Нового света. Концовка игры зависит от успеха вторжения в Аляску и политической репутации победившей фракции.
Если игрок захватывает Аляску, то он одерживает «Большую победу». Страна объединяется под началом победителя, а президент Владеков разоблачается российской оппозицией и снимается с его поста. Если игроку не удаётся отбить Аляску, он одерживает «Малую победу», при которой, несмотря на общую победу одной из фракций, бои против оставшихся мятежников продолжаются. Политическая репутация зависит от того, какой ущерб нанёс игрок культурным и индустриальным центрам. Если ущерб невелик, США восстанавливаются как единое демократическое государство, а игрок становится народным героем. В противном случае в США воцаряется фашистская диктатура, и страна более никогда не достигает предвоенного величия.

## Рецензии и критика
| Сводный рейтинг | Сводный рейтинг | Сводный рейтинг |
| Издание         | Оценка          | Оценка          |
| Издание         | PC              | Xbox            |
| --------------- | --------------- | --------------- |
| GameRankings    | 68,65 %         | 63,86 %         |

Дэн Адамс из журнала IGN охарактеризовал игру как хорошую, отметив хороший интерфейс и интересный игровой процесс, но раскритиковав плохую проработку сюжета и стратегической части игры.

## Экранизация
Журнал Variety и сайт Gamasutra сообщили о том, что Джерри Брукхаймер начал работу над экранизацией игры, которую выпустит кампания Walt Disney Pictures. Автором сценария стал Джозеф Стражински.